# Dao’an
Dao’an (chiń. 道安; kor. Toan 도안; jap. Dōan ドウアン; wiet. Đạo An; ur. 312, zm. 385) – chiński mnich buddyjski, uważany za pierwszego patriarchę buddyzmu chińskiego.

## Życie
Urodził się w północnych Chinach w konfucjańskiej rodzinie Wei na terenie, który znajduje się obecnie w prowincji Hebei. Jednak w wieku 12 lat wstąpił do klasztoru buddyjskiego. Miał tak pospolity wygląd, że mimo genialnego umysłu, jego nauczyciel nie był do niego przekonany i pierwsze trzy lata pracował jako służebny na polach i w domach. Podchodził do tej pracy pilnie i nie czuł do nikogo urazy. W końcu poprosił swojego nauczyciela o jakieś teksty i otrzymał Bianyijing (Sutrę o rozróżnianiu znaczenia, liczącą 5 tys. znaków), którą czytał w przerwach pracy i skończył ją czytać wieczorem tego samego dnia. Poprosił o następny tekst i, mimo iż nauczyciel nie wierzył, że sutrę przeczytał, dał mu Chengju guangmingjing (Sampannaprabhāsa samādhi sūtra; Sutra o całkowitym oświeceniu; liczyła ona 10 tys. znaków), którą szybko przeczytał i tak jak poprzednią, słowo w słowo, zapamiętał. Na żądanie nauczyciela wyrecytował całą sutrę, nie gubiąc ani jednego słowa. Jego nauczyciel był tak tym zadziwiony, że posłał chłopca do wybitnego buddysty tych czasów – Fotudenga.
Fotudeng przebywał w prowincji Henan. Zachowały się informacje, że przy pierwszym spotkaniu mistrz i przyszły uczeń spędzili na rozmowach i dyskusjach cały dzień. Studiował teksty sutry Pradżniaparamity oraz sutry i komentarze związane z praktyką dhjany (skt. dhyāna, medytacja). Te głębokie studia zaowocowały serią komentarzy do sutr dhjany przetłumaczonych do tego czasu przez An Shigao. Przyniosły one Dao’anowi reputację świetnego nauczyciela i wkrótce zaczął nauczać już swoich uczniów.
Gdy miał około 40 lat zaczął rozwijać nową ideę, iż buddyzm powinien się szerzyć przez korzystanie tylko i wyłącznie z tekstów buddyjskich bez podpierania się obcymi naukami; w tym celu pragnął stworzyć całkowicie niezależny system buddyjski.
Gdy sam został nauczycielem, przenosił się wraz ze swymi uczniami z klasztoru do klasztoru. Dopiero w 365 r. osiadł w Xiangyang w prowincji Hubei, gdzie założył jeden z największych ówczesnych klasztorów, w którym przebywało 500 jego uczniów. Swoim dawnym uczniom kazał się rozproszyć po całych Chinach – było ich ponad 400. Niektórzy stali się wybitnymi propagatorami buddyzmu, jak np. Zhu Fatai, który działał w Yangzhou czy Fahe nauczający w Syczuanie.
Dao’an pozostał w Xiangyang przez 15 lat, nauczając swoich nowych uczniów. W 379 r. wojska Fu Jiana z dynastii Qin pod dowództwem Fubeia w ramach scalania ziem północnych Chin, zaatakowały Xiangyang, i Dao’an ponownie rozproszył wszystkich swoich uczniów, wśród których był sławny później buddysta Huiyuan, który założył słynne centrum buddyjskie na Lushan w Jiangxi.
Dao’an posłuchał propozycji Fu Jiana aby udał się do Chang’anu i tam spędził pracowicie swoje ostatnie lata życia. Był bardzo szanowany i stał się nawet doradcą Fu Jiana, który jednak nie poszedł za jego radą nieatakowania Wschodniego Jin. W 383 r. dokonał on inwazji na to państwo, przegrał jednak decydującą bitwę nad rzeką Fei
Dzięki wysiłkom Dao’ana Chang’an stał się jednym z najważniejszych centrów tłumaczeń tych czasów. Skupiono się głównie nad tłumaczeniem literatury sarwastiwadinów.
Dao’an stworzył teorię przekładów tekstów buddyjskich, rozróżniając pięć fundamentalnych odstępstw występujących w chińskich wersjach indyjskich tekstów oraz trzech trudności, z którymi musi się zmierzyć tłumacz. Czytelnik musi mieć świadomość, że oprócz różnic językowych (1) istnieje różnica w stylu (2). Rozbudowane formy indyjskich tekstów zostały skrócone (3) w wersji chińskiej, a pierwotnie teksty wyodrębnione (4) z późniejszych dodatków i komentarzy. Użytych już terminów nie powtarza się tak często, jak to było z tekstach indyjskich. Owe trzy trudności tłumacza to: kontekst obyczajów (1), które są odzwierciedlone w tekście, a nie są znane tłumaczowi; przepaść czasowa (2) pomiędzy czasem powstania oryginału i jego tłumaczenia, którą tłumacz musi zniwelować; z powodu fizycznego dystansu (3) tłumacz nie ma jasności co do intencji autora tekstu.

## Działalność i nauki
Ponieważ Winaja nie była jeszcze przetłumaczona w całości, a równocześnie Dao’an nie był przekonany, że będzie ona dobrze służyć Chińczykom.
opracował reguły dla swojej wspólnoty: sposoby oddawania czci Buddzie, objaśniania sutr, wspólnych posiłków, ceremonię uposathy itd. Zachęcał także do przetłumaczenia całego tekstu Winai. Brak całej Winai stał się przyczyną słynnej wyprawy w 399 r. mnicha Faxiana do Indii, w celu zdobycia kompletnego jej tekstu. Po przetłumaczeniu reguł Winai w całości, reguły wprowadzone przez Dao’ana przestały być użyteczne. Oprócz jednej, która utrzymała się przez całe wieki: uczniowie po ordynacji mnisiej przybierają swoje imiona po swoich mistrzach. Ponieważ pierwotnym nauczycielem wszystkich mnichów jest Śakjamuni, mnisi powinni przybrać imię Shi. Poparcie dla tej idei znalazł w Ekottarāgamie.
Jego wielką zasługą była zmiana stylu i systemu tłumaczeń; zamiast zapożyczania terminów z taoizmu i objaśniania indo-buddyjskich terminów i pojęć za pomocą przybliżonych odpowiedników chińskich – wprowadził całkowicie nowe terminy chińsko-buddyjskie. Przeprowadzał także korekty poprzednio przetłumaczonych sutr. Jego znakomite komentarze poświęcone tłumaczeniom były niezwykle później cenione przez Kumaradżiwę.
Opracował także w 374 r. pierwszy katalog chińskiej Tripitaki nazywany Zongli zhongjing mulu (Obszerny katalog sutr). Jego tytuł został potem skrócony do Anlu (Katalog Ana). Była to pionierska praca, stanowiąca podstawę dla wszystkich późniejszych autorów katalogów tekstów buddyjskich. Wszędzie, gdzie tylko się dało podawał tytuły, nazwiska tłumaczy i daty, w których tłumaczenia powstały. Napisał także komentarze do sutr.
Jego nauczanie skierowało buddyzm chiński w stronę kultu Maitrei (skt. Maitreya). Wraz ze swymi ośmioma uczniami złożyli ślubowanie przed posągiem buddy Maitrei odrodzenia się w niebie w niebie Tuṣita. W tym czasie w Chinach istniały już przynajmniej dwie sutry związane z Maitreją, przetłumaczone przez Dharmarakszę: Mile chengfo jing oraz Milepusa benyuan jing.
Uważał iż podstawowa pustka (chin. benwu) jest prawdziwą naturą wszystkich zjawisk, absolutem, na którym wspiera się światowa prawda.
Jego najbardziej znanymi uczniami byli: Huiyuan (337–417), Sengrui (352–436) i Tanyi (331–412).

## Dzieła
- Biqiu dajie xu (wstęp do tłumaczenia przez Tanmoshiego Winai sarwastiwady)
- Daoshi yuanji
- An Fashi faji jiuzhi sanke
- Sengni guifan fofa xianzhang (Zasady dla kapłanów i statut dla buddyzmu)
- Sifen lü shanfan buque xingshi chao

## Linia przekazu
- Fotudeng (232–348)
  - Zhu Faya
  - Zhu Fatai (320–387)
  - Fahe
  - Fachang
  - Dao’an (312–385)
    - Huiyuan (337–417) ponad 100 uczniów
      - Sengji (bd)
      - Huiguan (bd)

    - Sengrui (352–436) także uczeń Kumaradżiwy
    - Tanyi (331–412)